# Cistografia
En radiologia i urologia, la cistografia és un procediment utilitzat per visualitzar la bufeta urinària.
Mitjançant un catèter urinari, s'introdueix un líquid de radiocontrast a la bufeta i es realitzen imatges de raigs X. La cistografia es pot utilitzar per avaluar el càncer de bufeta, el reflux vesico-ureteral, els pòlips de la bufeta i la hidronefrosi. Requereix menys radiació que la TC pèlvica, tot i que és menys sensible i específica que la ressonància magnètica o la TC. En casos d'adults, normalment s'instrueix al pacient per anul·lar tres vegades, després de la qual cosa s'obté una imatge posterior al buidatge per veure quanta orina queda dins de la bufeta (orina residual), que és útil per avaluar la disfunció de contracció de la bufeta. Es realitza una radiografia final dels ronyons un cop finalitzat el procediment per avaluar el reflux vesico-ureteral ocult que no es va veure durant el mateix procediment.